# Tephrocybe ambusta
Tephrocybe ambusta är en svampart som först beskrevs av Elias Fries, och fick sitt nu gällande namn av Donk 1962. Tephrocybe ambusta ingår i släktet Tephrocybe och familjen Lyophyllaceae.   Inga underarter finns listade i Catalogue of Life.
I den svenska databasen Dyntaxa används istället namnet Lyophyllum gibberosum för samma taxon.  Arten är reproducerande i Sverige.